# Чаян, Махир
Махир Чаян (тур. Mahir Çayan, 15 марта 1946 — 30 марта 1972) — один из руководителей революционного поколения 1968 года, вместе с Хюсейином Джевахиром и др. основал Народно-освободительную Партию-Фронт Турции (THKP-C). После смерти Чаяна организация практически перестала существовать, но THKP-C и идеи Чаяна стали отправной точкой для целого ряда организаций типа «Революционный путь» и «Революционная левая».

## Биография
По окончании школы и гимназии в Стамбуле поступил на юридический факультет Стамбульского университета. Через год перевелся на факультет политических наук Анкарского университета, где стал руководить деятельностью студенческих кружков. Начал взаимодействовать с Рабочей партией Турции, а в 1965 году стал председателем Федерации студенческих кружков (ФСК).
Считал, что в полуколониальной стране, какой была Турция, нужна национально-демократическая революция, и был одним из инициаторов превращения ФСК в Федерацию революционной молодежи Турции (тур. Dev-Genç).
Понимая, что победа революции в отсталой стране возможна лишь вооружённым путём, организует Народно-освободительную Партию-Фронт Турции (тур. Türkiye Halk Kurtuluş Partisi-Cephesi), в которой становится главным идеологом.
Участвует в экспроприациях банков. 1 июня 1971 года арестован полицией. 29 октября 1971 года бежит из тюрьмы.
26 марта 1972 года при попытке предотвратить казнь своих товарищей по оружию Дениза Гезмиша, Хюсейина Инана и Юсуфа Аслана, Махир Чаян и его 9 товарищей (активисты из THKO и Dev-Genç, а также гражданские из Фатсы) похищают двух британских и одного канадского специалиста, работавших на радиостанции в Инье. Через 4 дня, 30 марта, отряд спецназа из Бюро по специальным военным действиям при генеральном штабе обнаружил Чаяна и его товарищей в деревне Кызылдере, округ Никсар провинции Токат. При штурме дома партизаны были убиты. За свой упорный отказ сдаться властям Махир Чаян среди своих последователей до сих пор почитается как мученик.

## Идеология Чаяна
Исследователь Лотар Хайнрих сводит анализ общества, осуществленный Махиром Чаяном, к трем основным тезисам:
- Турция — полуколониальная страна. Правящий в ней капитализм является зависимым и истощает себя своей собственной динамикой развития. Поэтому демократическая революция, за которую всегда выступала Рабочая партия Турции, становится важнейшей задачей.
- По этим причинам Турция находится в перманентном экономическом и социальном кризисе. Долгосрочная стабильность не может быть достигнута.
- Вооруженная борьба под руководством пролетарской партии должна нарушить искусственно поддерживаемое государством и империализмом равновесие и создать «революционную ситуацию».

## Вооруженные акции
- 12 февраля 1971 — участие в ограблении банка в Анкаре;
- 15 марта 1971 — участие в ограблении банка в Стамбуле;
- 4 апреля 1971 — похищение бизнесменов Мете Хаса и Талипа Аксоя;
- 17 мая 1971 — похищение и убийство израильского генерального консула Эфраима Элрома в Стамбуле;
- 1 июня 1971 — в перестрелке с полицией Махир Чаян получает ранение, попадает в руки полиции, но затем устраивает побег из стамбульской военной тюрьмы;
- 26 марта 1972 — похищение трех западных специалистов в Инье;
- 30 марта 1972 — последняя схватка со спецназом.

## Публикации
- Характеристика оппортунизма Арена (Aren Oportünizminin Niteliği)
- Смрад ревизионизма — I (Revizyonizmin Keskin Kokusu-I)
- Смрад ревизионизма — II (Revizyonizmin Keskin Kokusu-II)
- Правый уклон, революционная практика и теория (Sağ Sapma, Devrimci Pratik ve Teori)
- О характере неоопортунизма (Yeni Oportünizmin Niteliği Üzerine)
- Открытое письмо в журнал Aydınlık Sosyalist Dergi (ASD’ye Açık Mektup)
- Наша издательская политика (Yayın Politikamız)
- Классовые позиции в революции (Devrimde Sınıfların Mevzilenmesi)
- Перманентная революция I (Kesintisiz Devrim I)
- Перманентная революция II—III (Kesintisiz Devrim II—III)